# Carpe Diem (groupe)
Pour les articles homonymes, voir Carpe diem (homonymie).
Carpe Diem est un groupe de rock progressif français, originaire de Nice, dans les Alpes-Maritimes. Le groupe est formé en 1970. Après neuf ans d'existence, 400 concerts et un troisième album en préparation, le groupe se sépare en 1979. Carpe Diem revient en 2015 avec la sortie de l'album Circonvolutions.

## Biographie
Carpe Diem est formé à Nice en 1970, et comprend à cette période Christian Truchi (claviers), Gilbert Abbenanti (guitare), Alain Bergé (guitare basse), et Claude Méchard (batterie). Carpe Diem est formé à l'époque durant laquelle la scène progressive française connait pendant deux ans une véritable mais courte euphorie,. Après une participation avec succès au tremplin du Golf Drouot à Paris, Carpe Diem tourne pendant 4 ans avant de faire la rencontre Jean-Claude Pognant, agent artistique d'Ange et patron du label Arcane, qui leur propose de participer à un festival qu'il organise et de signer à son label.
En 1974, Alain Faraut remplace Méchard à la batterie, et Claude-Marius David intègre le groupe. Au début de 1975, le groupe, désormais sous statut de professionnel, se stabilise autour de Christian Truchi (claviers, chant), Gilbert Abbenanti (guitare) ,Alain Bergé (basse),Yves Yeu (textes et mixage) et de ses deux derniers membres, Claude-Marius David (saxophone soprano, flûte) et Alain Faraut (batterie). Avec cette formation, le groupe publie deux albums : En regardant passer le temps et Cueille le jour. 
Le premier album, En regardant passer le temps, est publié en 1975 chez Arcane-WEA. Il est considéré comme un des plus originaux du rock  progressif français .Il sortira également au Canada sous le titre Way Out as the Time Goes By en 1976. 
Cueille le jour, leur deuxième opus est publié en 1977 chez Crypto-RCA. Il comprend le morceau Couleurs, qui « restera comme l'une des plus belles réussites progressives françaises de l'époque, réussissant la prouesse de combiner une inspiration mélodique exceptionnelle (thèmes épurés et évidents) et une interprétation parfaite et personnelle. » C'est cette même année que Gilbert Abbenanti quitte le groupe et est remplacé par Gérald Macia, également violoniste. Alain Bergé part aussi pour être remplacé par George Ferrero. Avec Gérald Macia, le groupe préparait un troisième album qui ne verra jamais le jour, car il se sépare en 1979.
Leurs deux premiers albums sont réédités régulièrement en CD par Musea depuis 1993.
Le 5 novembre 2015, Carpe Diem sort un nouvel album, intitulé Circonvolutions, chez Musea. Il comprend 50 minutes de musique inédite enregistrée en studio en 2015, dont deux titres enregistrés live en 1978 et remasterisé en 2015.

## Membres

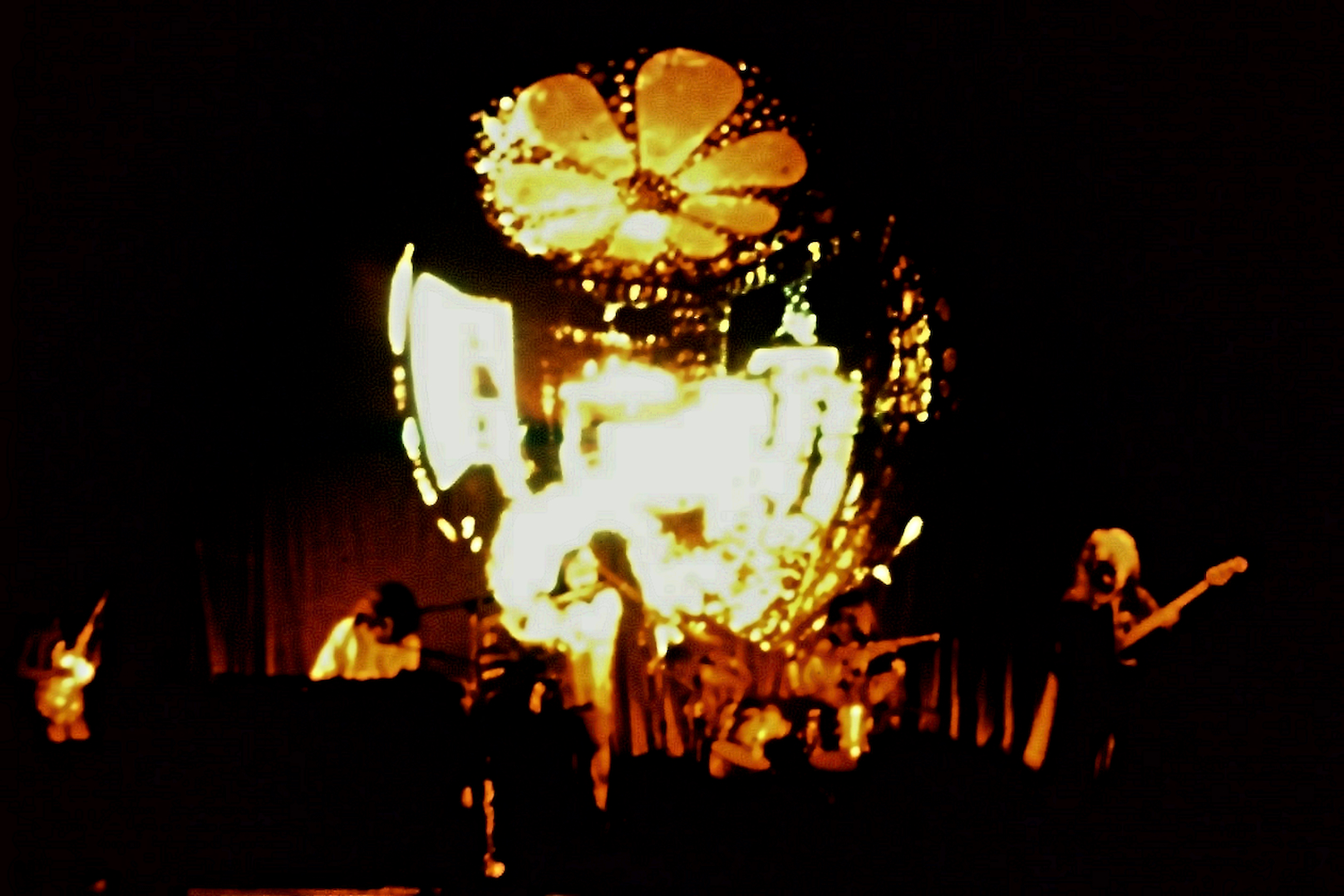
CARPE DIEM 1978 live

- Christian Truchi - claviers (1970-1979, 2015)
- Gilbert Abbenanti - guitare (1970-1977, 2015)
- Alain Bergé - guitare basse (1970-1977, 2015)
- Claude Méchard - batterie (1970-1974)
- Claude-Marius David - flûte, saxophone soprano, percussions (1974-1979)
- Alain Faraut - batterie (1974-1979)
- Gérald Macia - guitare, violon (1977-1979, 2015)
- George Ferrero - basse (1977, 2015)
- Yves Yeu - textes,mix,lights,diaporama (1973-1979)

### Membres invités
- Marius David - saxophone, percussions, flûte (1978)
- David Amar - saxophone soprano, flûte
- Manu Dicostanzo  - saxophone alto, saxophone ténor, clarinette. flûte
- Mélodie Truchi - chant, caisse claire
- Greg - guitare